# Сан-Себастьян-де-лос-Рейес (футбольный клуб)

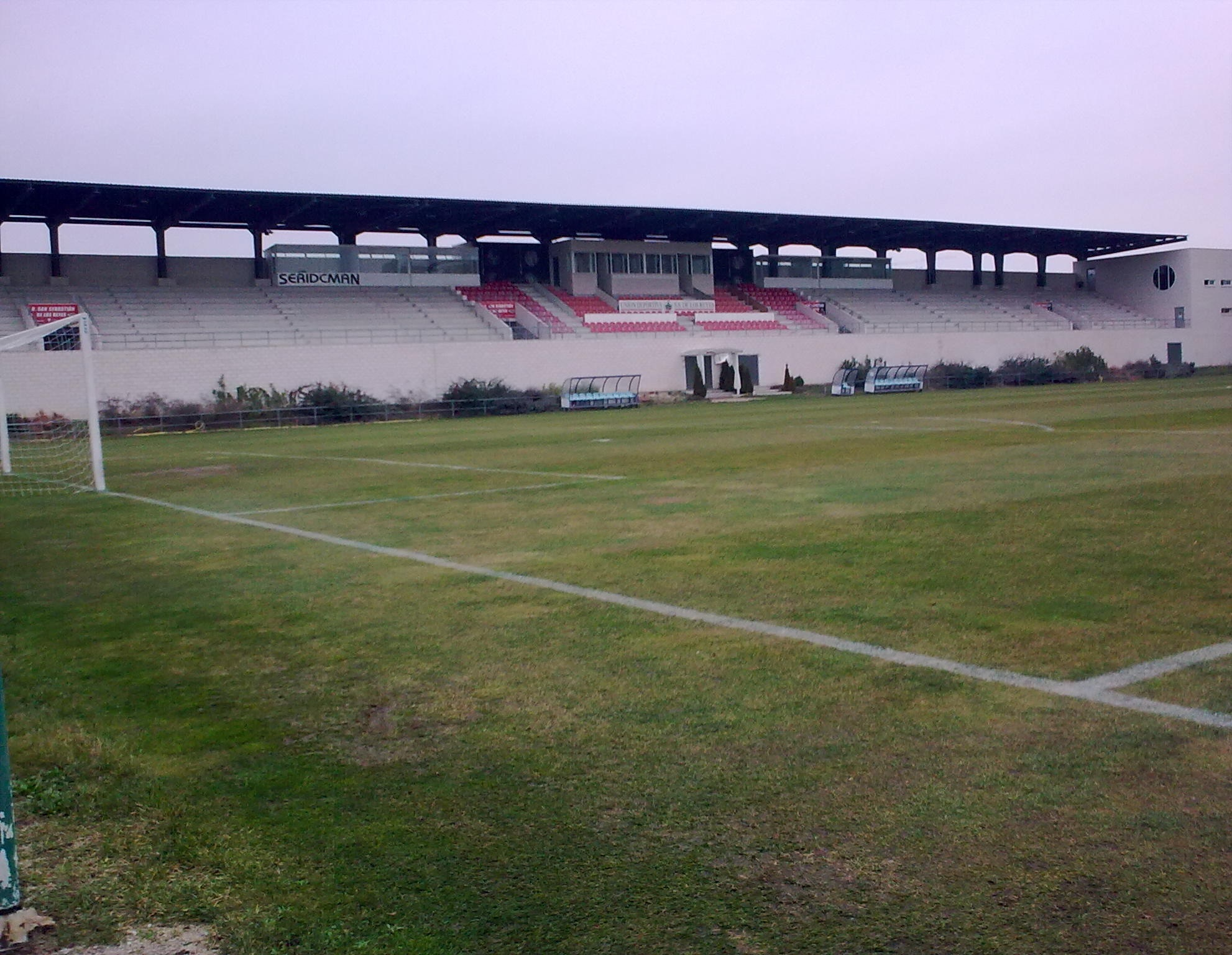
Стадион «Нуэво Матапиньонерас»

«Сан-Себастьян-де-лос-Рейес» (исп. UD San Sebastián de los Reyes) — испанский футбольный клуб из одноимённого города, в провинции и автономном сообществе Мадрид. Клуб основан в 1971 году, домашние матчи проводит на стадионе «Нуэво Матапиньонерас», вмещающем 3 000 зрителей. В Примере и Сегунде команда никогда не выступала, лучшим результатом является 6-е место в Сегунде B в сезонах 1994/95, 1999/00 и 2006/07.

## Сезоны по дивизионам
- Сегунда B — 16 сезонов
- Терсера — 16 сезонов
- Региональные лиги — 14 сезонов

## Достижения
- Терсера
  - Победитель (3): 2001/02, 2002/03, 2015/16